# Vincent Thill
Vincent Thill (Luxemburgo, 4 de febrero de 2000) es un futbolista luxemburgués que juega como centrocampista en el Zira F. K. de la Liga Premier de Azerbaiyán.

## Trayectoria

### Inicios
Vicent comenzó a jugar al fútbol en las divisiones infantiles de Fola Esch, luego pasó por Progrès Niederkorn, Rodange y Pétange, clubes de Luxemburgo.
Con 11 años, unos ojeadores del Football Club de Metz lo descubrieron y lo recomendaron al club. El fichaje se concretó y viajó a Francia para continuar su formación en Metz. Se adaptó al fútbol francés y logró destacarse en las juveniles.
El 9 de febrero de 2015, con 15 años recién cumplidos, firmó un acuerdo de formación por 5 años con Metz, con la presencia del vicepresidente de la Federación Luxemburguesa de Fútbol y el entrenador de la selección nacional.

### F. C. Metz
El 26 de mayo de 2016, con 16 años, firmó su primer contrato profesional con Metz, por 3 temporadas más 2 posibles, a cambio de 250.000 euros anuales. Bayern de Múnich les ofreció 6 millones, incluso el presidente del conjunto bábaro Karl-Heinz Rummenigge iba a viajar hasta Metz para convencer a Thill y su familia, pero Vincent decidió por su cuenta quedarse en el club francés, debido a sus mayores posibilidades de mostrarse.
Philippe Hinschberger, entrenador del primer equipo, convocó por primera vez a Vincent para jugar por la fecha 3 de la Ligue 1 2016-17, estuvo en el banco de suplentes, no ingresó pero derrotaron 2 a 0 al Angers.
Debutó como profesional en la Ligue 1 el 21 de septiembre de 2016, fue en la fecha 6 contra Bordeaux en su segunda convocatoria, ingresó en el minuto 82 con la camiseta número 29 y jugó los momentos finales en el Stade Saint-Symphorien ante más de 15 700 espectadores, pero perdieron 3 a 0. Con 16 años y 230 días se convirtió en el primer jugador de la categoría 2000 en jugar en una de las 5 ligas más importantes de Europa, la Premier League, Serie A, Bundesliga, LaLiga y la Ligue 1.

#### Cesiones
El 8 de agosto de 2018 se hizo oficial su cesión al Pau F. C una temporada.
El 1 de julio de 2019 se hizo oficial el préstamo por una temporada al U. S. Orléans.

### Etapa en Portugal
El 10 de septiembre de 2020 el C. D. Nacional anunció su fichaje para las siguientes cuatro temporadas.

## Selección nacional

### Categorías inferiores
Vincent ha sido parte de la selección de Luxemburgo en las categorías sub-15, sub-16 y sub-17.
En el año 2015, tuvo su primera citación para defender la selección nacional, fue para jugar en el mes de febrero una serie de amistosos contra Chipre sub-16. Jugó por primera vez con Luxemburgo el 17 de febrero, anotó su primer gol con la selección y ganaron 2 a 1. Dos días después jugaron la revancha pero perdieron 2 a 1.
Volvió a ser llamado para jugar con la sub-16 un torneo amistoso UEFA del 13 al 16 de abril, como preparación para el Campeonato Europeo sub-17 del año siguiente. Se enfrentaron a Andorra, Liechtenstein y quien ofició de local, Montenegro, ganaron los dos primeros juegos y empataron el restante.
En mayo, fue convocado para jugar el Torneo Frontera sub-15, de carácter amistoso contra combinados de diferentes lugares, en el país donde residía, Francia. Se enfrentaron a Rhénanie el 13 de mayo y ganaron 5 a 1. El siguiente partido fue al otro día, contra el ganador del otro partido inicial, Lorraine, Vincent anotó un doblete y ganaron 6 a 1. Con los dos partidos ganados, Luxemburgo logró el título amistoso.
Luego comenzaron el proceso de la selección sub-17 en la temporada 2015/16, pero Vincent no fue convocado para jugar varios partidos amistosos.
Nicolas-Charles Grezault, entrenador de la sub-17, convocó a Thill para jugar la primera fase de la clasificación al campeonato europeo.
El 24 de octubre de 2015 debutó en una competición oficial, fue titular con la camiseta número 10 en el primer partido del grupo de la fase de clasificación al Europeo Sub-17, jugó el encuentro completo, anotó un gol pero perdieron 6 a 1 con Serbia. Dos días después, se enfrentaron a Austria, volvió a convertir pero cayeron 2 a 1. No pudo estar en el último partido del grupo, debido a que recibió una tarjeta amarilla en los dos juegos anteriores, perdieron con Lituania y fueron eliminados.

#### Participaciones en categorías inferiores
| Competición                                                               | Sede       | Resultado    | Partidos | Goles |
| ------------------------------------------------------------------------- | ---------- | ------------ | -------- | ----- |
| Fase de clasificación para el Campeonato de Europa Sub-17 de la UEFA 2016 | Luxemburgo | No clasificó | 2        | 2     |

### Absoluta
Vincent fue convocado a la selección de Luxemburgo para las fechas FIFA de marzo, por el entrenador Luc Holtz.
Debutó el 25 de marzo de 2016, en un partido amistoso contra Bosnia-Herzegovina en el Estadio Josy Barthel. Ingresó al minuto 68 con la camiseta número 15, se enfrentó a jugadores como Miralem Pjanić y Edin Džeko, fueron derrotados 3 a 0. Jugó su primer encuentro con 16 años y 50 días, se convirtió en el internacional más joven de la historia de Luxemburgo. Cuarto días después, jugaron un amistoso contra Albania, perdieron 2 a 0 pero Vincent no tuvo minutos.
Volvió a ser llamado para jugar un amistoso a finales del quinto mes del año. El 31 de mayo, jugó el partido contra Nigeria, ingresó al minuto 59 con la camiseta número 10, y cuando el encuentro estaba por finalizar, anotó su primer gol con la selección, de igual forma perdieron 3 a 1. Con 16 años y 117 días, se transformó en el futbolista más joven en marcar un tanto para Luxemburgo.
En el mes de septiembre, tuvo su tercera citación. El 2 de septiembre jugó como titular por primera vez, nuevamente con la 10 en su espalda, se enfrentaron en un amistoso a Letonia pero perdieron 3 a 1.
El 6 de septiembre, debutó en una competición oficial, fue en la primera fecha de las eliminatorias al mundial de Rusia 2018, estuvo los primeros 59 minutos en cancha contra Bulgaria, pero fueron derrotados 4 a 3 con un gol en el último minuto.

#### Participaciones en absoluta
| Competición                   | Sede   | Resultado    | Partidos | Goles |
| ----------------------------- | ------ | ------------ | -------- | ----- |
| Clasificación para Rusia 2018 | Europa | No clasificó | 1        | 0     |

## Estadísticas

### Clubes
Actualizado al 31 de mayo de 2025.
| Club                            | Div.          | Temporada     | Liga  | Liga  | Copas nacionales | Copas nacionales | Torneos internacionales | Torneos internacionales | Total | Total |
| Club                            | Div.          | Temporada     | Part. | Goles | Part.            | Goles            | Part.                   | Goles                   | Part. | Goles |
| ------------------------------- | ------------- | ------------- | ----- | ----- | ---------------- | ---------------- | ----------------------- | ----------------------- | ----- | ----- |
| F. C. Metz Francia              | 1.ª           | 2016-17       | 1     | 0     | 1                | 0                | —                       | —                       | 2     | 0     |
| F. C. Metz Francia              | 1.ª           | 2017-18       | 1     | 0     | 3                | 0                | —                       | —                       | 4     | 0     |
| F. C. Metz Francia              | Total club    | Total club    | 2     | 0     | 4                | 0                | 0                       | 0                       | 6     | 0     |
| Pau F. C. Francia               | 3.ª           | 2018-19       | 28    | 12    | 1                | 0                | —                       | —                       | 29    | 12    |
| Pau F. C. Francia               | Total club    | Total club    | 28    | 12    | 1                | 0                | 0                       | 0                       | 29    | 12    |
| U. S. Orléans Francia           | 2.ª           | 2019-20       | 19    | 1     | 2                | 0                | —                       | —                       | 21    | 1     |
| U. S. Orléans Francia           | Total club    | Total club    | 19    | 1     | 2                | 0                | 0                       | 0                       | 21    | 1     |
| C. D. Nacional Portugal         | 1.ª           | 2020-21       | 17    | 0     | 2                | 0                | —                       | —                       | 19    | 0     |
| C. D. Nacional Portugal         | Total club    | Total club    | 17    | 0     | 2                | 0                | 0                       | 0                       | 19    | 0     |
| F. C. Vorskla Poltava · Ucrania | 1.ª           | 2021-22       | 0     | 0     | 0                | 0                | —                       | —                       | 0     | 0     |
| Örebro SK · Suecia              | 2.ª           | 2022          | 8     | 2     | 0                | 0                | —                       | —                       | 8     | 2     |
| Örebro SK · Suecia              | Total club    | Total club    | 8     | 2     | 0                | 0                | 0                       | 0                       | 8     | 2     |
| F. C. Vorskla Poltava · Ucrania | 1.ª           | 2022-23       | —     | —     | —                | —                | 2                       | 0                       | 2     | 0     |
| F. C. Vorskla Poltava · Ucrania | Total club    | Total club    | 0     | 0     | 0                | 0                | 2                       | 0                       | 2     | 0     |
| AIK Fotboll · Suecia            | 1.ª           | 2022          | 11    | 1     | 0                | 0                | 0                       | 0                       | 11    | 1     |
| AIK Fotboll · Suecia            | 1.ª           | 2023          | 8     | 0     | 4                | 0                | ―                       | ―                       | 12    | 0     |
| AIK Fotboll · Suecia            | Total club    | Total club    | 19    | 1     | 4                | 0                | 0                       | 0                       | 23    | 1     |
| Sabah F. K. Azerbaiyán          | 1.ª           | 2023-24       | 16    | 1     | 2                | 1                | 4                       | 0                       | 22    | 2     |
| Sabah F. K. Azerbaiyán          | 1.ª           | 2024-25       | 11    | 1     | 2                | 0                | ―                       | ―                       | 13    | 1     |
| Sabah F. K. Azerbaiyán          | Total club    | Total club    | 27    | 2     | 4                | 1                | 4                       | 0                       | 35    | 3     |
| Zira F. K.                      | 1.ª           | 2025-26       | 0     | 0     | 0                | 0                | 0                       | 0                       | 0     | 0     |
| Zira F. K.                      | Total club    | Total club    | 0     | 0     | 0                | 0                | 0                       | 0                       | 0     | 0     |
| Total carrera                   | Total carrera | Total carrera | 120   | 18    | 17               | 1                | 6                       | 0                       | 143   | 19    |

### Selecciones
Actualizado al 6 de septiembre de 2016.
Último partido citado: Bulgaria 4 - 3 Luxemburgo
| Sub-15 Luxemburgo                                                                                              | 2014-15       | - | - | - | - | 2  | 2 | 2  | 2 |
| Sub-15 Luxemburgo                                                                                              | Total sel.    | - | - | - | - | 2  | 2 | 2  | 2 |
| Sub-16 Luxemburgo                                                                                              | 2014-15       | - | - | - | - | 5  | 1 | 5  | 1 |
| Sub-16 Luxemburgo                                                                                              | Total sel.    | - | - | - | - | 5  | 1 | 5  | 1 |
| Sub-17 Luxemburgo                                                                                              | 2015-16       | 2 | 2 | - | - | 0  | 0 | 2  | 2 |
| Sub-17 Luxemburgo                                                                                              | Total sel.    | 2 | 2 | - | - | 0  | 0 | 2  | 2 |
| Absoluta Luxemburgo                                                                                            | 2015-16       | - | - | - | - | 2  | 1 | 2  | 1 |
| Absoluta Luxemburgo                                                                                            | 2016-17       | 1 | 0 | - | - | 1  | 0 | 2  | 0 |
| Absoluta Luxemburgo                                                                                            | Total sel.    | 1 | 0 | 0 | 0 | 3  | 1 | 4  | 1 |
| Total carrera                                                                                                  | Total carrera | 3 | 2 | 0 | 0 | 10 | 4 | 13 | 6 |
| (1)Incluidos los datos del Campeonato de Europa Sub-17 (2016) y Eliminatorias para la Copa Mundial (2016-2018) |               |   |   |   |   |    |   |    |   |

### Resumen estadístico
|                                | Partidos | Goles | Promedio |
| ------------------------------ | -------- | ----- | -------- |
| Liga                           | 30       | 12    | 0,40     |
| Copas nacionales               | 5        | 0     | 0,00     |
| Copas internacionales          | 0        | 0     | 0,00     |
| Selección de Luxemburgo Sub-15 | 2        | 2     | 1,00     |
| Selección de Luxemburgo Sub-16 | 5        | 1     | 0,20     |
| Selección de Luxemburgo Sub-17 | 2        | 2     | 1,00     |
| Selección de Luxemburgo        | 21       | 3     | 0,14     |
| Total                          | 65       | 20    | 0,31     |

## Palmarés

### Títulos nacionales
| Título             | Club        | País       | Año  |
| ------------------ | ----------- | ---------- | ---- |
| Copa de Azerbaiyán | Sabah F. K. | Azerbaiyán | 2025 |

### Distinciones individuales
| Distinción                                                 | Año  |
| ---------------------------------------------------------- | ---- |
| Joven de la semana para UEFA.com (mes de abril, semana #2) | 2016 |